# Tiername
Unter Tiernamen oder Zoonymen versteht man in der Onomastik Eigennamen, die (individuellen) Tieren gegeben werden. Entgegen dem umgangssprachlichen Gebrauch gelten indes Rassebezeichnungen wie Jack Russell, Irish Red Setter etc. aus onomastischer Sicht nicht als Eigennamen, da sie sich nicht auf ein einzelnes Tier, sondern auf eine Klasse von Lebewesen beziehen.

## Tiernamenforschung
Die Prinzipien der Tiernamenvergabe wurden bislang nur rudimentär erforscht, sind jedoch gerade aus kulturwissenschaftlicher Perspektive von großem Interesse, da sie unmittelbar das Verhältnis einer Kultur zum Tier widerspiegeln. Zwar hat sich gerade in Nord- und Osteuropa seit Mitte des 20. Jahrhunderts die Tiernamenforschung, auch Zoonomastik (gr. ζῷον [zóon], „Tier“ und gr. ὄνομα [ónoma], „Name“,  auch: „Eigenname“), als Subdisziplin der Onomastik etabliert, doch erschöpfen sich viele Arbeiten „in bloßen (qualitativ oft fragwürdigen) Namensammlungen“. Erst in jüngster Zeit wurden vermehrt auch systematische empirische Studien zur Tiernamenvergabe unternommen.

## Tiernamenklassen
Tiernamen lassen sich in Namen von Zoo-, Haus-, Nutz-/Zucht- und Wildtieren unterteilen, wobei diese Klassifikation die Relation des Menschen zum Tier widerspiegelt. Ob ein Tier überhaupt einen Namen erhält, hängt dabei von der Zugehörigkeit zur jeweiligen Klasse ab: Während Nutztiere nur gelegentlich benannt werden, erhalten Haustiere fast immer einen Namen. Insgesamt gelten als entscheidende Faktoren für eine Benennung die Kontaktfrequenz zwischen Mensch und Tier, die Intensität und Dauer ihrer Bindung, die Haltungsart (Einzelhaltung vs. Herdentiere), die Geplantheit des Todes (Tiere, die zur Schlachtung gehalten werden, bleiben i. d. R. unbenannt), die Ähnlichkeit zum Menschen und hohe phänotypische Unterscheidbarkeit (nicht gegeben z. B. bei Fischen und Bienen). Diese Faktoren korrelieren wiederum mit den unterschiedlichen Namenarten: Nutz-, Zucht- und Wildtiere werden aufgrund der tendenziell geringen Kontaktfrequenz und emotionalen Bindung zumeist nicht individualisiert wahrgenommen, sondern allenfalls (z. B. durch Nummern) identifiziert; Haustiere hingegen, denen vielfach der Status eines „Familienmitglieds“ zukommt, werden als menschenähnlich wahrgenommen, individualisiert und daher in aller Regel benannt.

### Haustiere
Bei Haustiernamen ist „mit einem Höchstmaß onymischer Individualisierung zu rechnen“, was erste empirische Studien in diesem Bereich bestätigen. So zeigt eine Fragebogenstudie zu deutschen Hundenamen, dass die Namenvergabe hier ausgesprochen individuell ausfällt: 538 der 1000 analysierten Hundenamen waren nur ein einziges Mal vergeben. Dabei werden Hündinnen insgesamt individueller benannt als Rüden. Als Namenbasis dienen zumeist andere Eigennamen (72 %), in aller Regel Personennamen (Ben, Paula), seltener Appellative (13 %) wie Kaiser oder Socke. Auch zeigt die Studie eine Tendenz zur Sexusmarkierung bei Hundenamen, wobei menschliche Rufnamen und Familiennamen berühmter Personen sexuskonform vergeben werden (Paula für Hündinnen, Lagerfeld für Rüden) und bei Appellativen Genus-Sexus-Kongruenz besteht (Muffin, Nacho für Rüden, Rübe, Zwiebel für Hündinnen).
Eine Fragebogenstudie zu Katzennamen zeigt ebenfalls ein hohes Maß an onymischer Individualisierung auf. Unter den 650 analysierten Namen finden sich für 325 Kater 229 verschiedene Namen, für die 325 weiblichen Tiere sogar 244 Namen; d. h. auch hier teilen sich mehr männliche Tiere einen Namen als weibliche. In 72,5 % der Fälle bildet ein Eigenname die Namenbasis, wobei wiederum Personennamen wie Felix und Charlotta dominieren; in 18,5 % der Fälle dienen Appellative wie Tiger oder Socke als Basis. Als Benennungsmotiv gaben die Befragten in 30,2 % der Fälle Nachbenennung an (z. B. nach fiktiver Figur, Garfield), in 23,8 % der Fälle eine Benennung nach äußerlichen Merkmalen oder Charaktereigenschaften des Tieres (sogenannter Übername, z. B. Speedy). 23 % machten Angaben wie „Name hat mir sehr gut gefallen“, in 13,1 % der Fälle wurde ein zuvor vergebener Name beibehalten, und 6,6 % der Befragten gaben an, das Tier ad hoc benannt zu haben („Name fiel mir spontan ein“).

### Zootiere

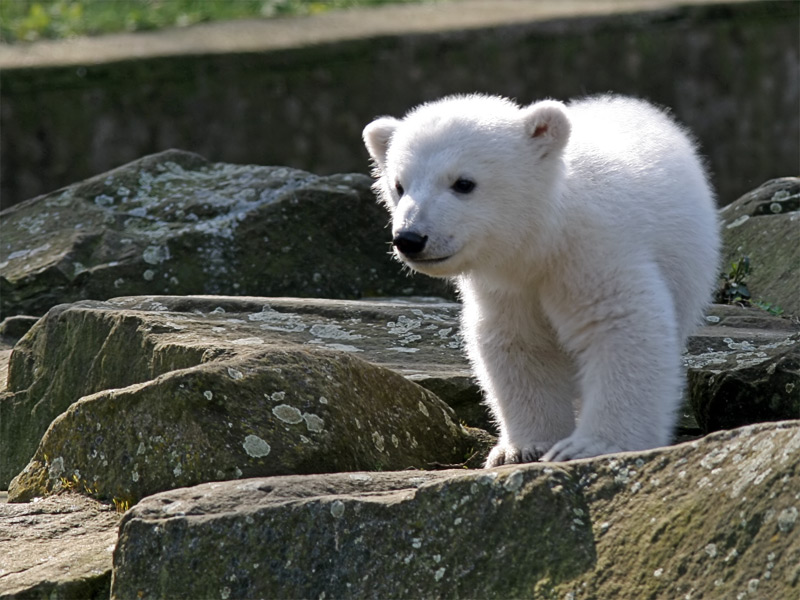
Eisbär Knut, 2007.

Namen von Zootieren können maßgeblich zu deren Öffentlichkeitswirkung beitragen (vgl. Eisbär Knut, Krake Paul). Allerdings erhalten nicht alle Zootiere Namen: Eine Umfrage bei sechs kleineren Zoos in Deutschland hat ergeben, dass insgesamt nur 14 Prozent der dort lebenden Tiere mit einem Namen versehen wurden, wobei es sich in den allermeisten Fällen um Säugetiere (30,7 %) handelt, viel seltener hingegen um Vögel (4,4 %), Reptilien (4,0 %) oder Fische (0,1 %). Die Umfrage zeigt weiterhin, dass unter den vergebenen Zootiernamen Personennamen (wie Knut und Paul) dominieren (37,7 %). Die Namenvergabe erfolgt dabei zumeist durch die Tierpfleger, in einigen Fällen wird aber auch die Öffentlichkeit z. B. durch Wettbewerbe beteiligt. Zootiere können ihre Namen bei Tiertaufen erhalten. Die Benennung individueller Zootiere begann im 19. Jahrhundert, im Londoner Zoo etwa um 1850.

### Zuchttiere
Zuchttiernamen unterliegen zumeist strengen Reglements, die sich zum Beispiel im Bereich der Pferdezucht zwischen einzelnen Zuchtverbänden unterscheiden. So ist oftmals die Benennung eines Fohlens nach dem Anfangsbuchstaben des Vater- oder Mutternamens vorgeschrieben, oder es wird vom Zuchtverband ein Buchstabe vorgegeben, mit dem alle Namen des jeweiligen Geburtsjahrgangs beginnen müssen. Ähnlich strikt reglementiert ist die Namenvergabe bei Zuchthunden.
Eine empirische Studie zur Diachronie der Namenvergabe bei Pferden zeigt eine Verschiebung von früher eher appellativisch basierten hin zu onymisch basierten Namen. Sowohl bei Namen von Freizeit- und Turnierpferden als auch bei Zuchtpferdenamen zeigt sich gegenwartssprachlich eine Dominanz von Personennamen (Elsa, Wilhelm Busch), gefolgt von Produkt- und Ortsnamen (Tabasco bzw. Woodstock).

### Nutztiere
Im Bereich der Nutztiere zeigen sich deutliche Unterschiede zwischen Rindern, die i. d. R. nach einem Jahr Mast geschlachtet werden, und Kühen, die vor der Schlachtung zumeist 10–15 Jahre gemolken werden: Erstere werden nur selten durch Namen individualisiert, jedoch durch Nummern identifiziert. Dabei gelten strenge Identifikationsregeln, deren Grundlage die Europäische Viehverkehrsordnung (VVVO) bildet. Kühe hingegen tragen neben der obligatorischen Identifikationsnummer gerade in kleineren Betrieben oft noch einen Namen, wobei in der weit überwiegenden Mehrzahl der Fälle auf Frauenrufnamen zurückgegriffen wird.

### Wildtiere
Wildtiere werden nur selten mit Namen versehen: „Ähnlich wie Naturereignisse [...] bekommen sie nur dann einen Namen, wenn sie als Agens den Menschen in die Patiensrolle zwingen, sprich: ihm gefährlich werden.“ Prominente Beispiele sind „Problembär“ Bruno und „Killerwels“ Kuno. Systematische Studien zur Benennung von Wildtieren liegen derzeit jedoch noch nicht vor.